# Bulbophyllum falcipetalum
Bulbophyllum falcipetalum är en orkidéart som beskrevs av John Lindley. Bulbophyllum falcipetalum ingår i släktet Bulbophyllum och familjen orkidéer. Inga underarter finns listade i Catalogue of Life.